# Forbidden (1953)
Forbidden (prt: Amor Proibido; bra: Lábios Que Mentem) é um filme noir estado-unidense dos géneros policial e suspense, realizado por Rudolph Maté, escrito por Gil Doud e William Sackheim e protagonizado por Tony Curtis, Joanne Dru e Lyle Bettger. Estreou-se nos Estados Unidos a 2 de dezembro de 1953 e em Portugal a 9 de fevereiro de 1955.

## Elenco
- Tony Curtis como Eddie Darrow
- Joanne Dru como Christine Lawrence Manard
- Lyle Bettger como Justin Keit
- Marvin Miller como Cliff Chalmer
- Victor Sen Yung como Allan Chung
- Alan Dexter como Bernard "Barney" Pendleton
- David Sharpe como Henchman Leon
- Peter Mamakos como Sam
- Howard Chuman como Hon-Fai
- Weaver Levy como Tang
- Harold Fong como Wong
- Mai Tai Sing como Soo Lee
- Mamie Van Doren como cantora